# 里茲克里克鎮區 (阿肯色州勞倫斯縣)
里茲克里克鎮區（英語：Reeds Creek Township）是位於美國阿肯色州勞倫斯縣的一個行政鎮區。

## 地方資料
里茲克里克鎮區的面積為97.33平方千米，當中陸地面積為97.33平方千米，而水域面積為0.00平方千米。根據2010年美國人口普查的數據，當地共有人口958人，而人口密度為每平方千米9.84人。